# Ding Bangchao
Ding Bangchao (丁邦超S; 11 ottobre 1996) è un astista cinese.

## Palmarès
| Anno | Manifestazione      | Sede        | Evento           | Risultato | Prestazione | Note |
| ---- | ------------------- | ----------- | ---------------- | --------- | ----------- | ---- |
| 2017 | Campionati asiatici | Bhubaneswar | Salto con l'asta | Oro       | 5,65 m      |      |
| 2019 | Mondiali            | Doha        | Salto con l'asta | 21º (q)   | 5,60        |      |